# Марк (цезар)
Вижте пояснителната страница за други личности с името Марк.
Марк (на латински: Marcus, на гръцки: Μάρκος; † 476, Limnai, Кападокия) е син и съ-регент на източноримския анти-император Флавий Василиск от 475 до 476. Майка му е Елия Зенона. Баща му е брат на Елия Верина, съпругата на император Лъв I (457 – 474).
През януари 475 г. баща му Василиск смъква от трона чрез дворцов бунт император Зенон и го прогонва в Сирия. Малко след това Марк е провъзгласен в Константинопол за Цезар и още същата година повишен в Август. През август 476 г. Зенон се връща с военна помощ обратно на трона. Марк и родителите му бягат в една църква, обаче са заловени и изпратени по заповед на Зенон в Limnae, Кападокия, където ги затварят в една суха цистерна, където умират от жажда.